# Fazialislähmung

Bell’sche Parese mit Lähmung der rechten Gesichtsmuskulatur (im Bild links)

Unter einer Fazialislähmung oder Fazialisparese (Gesichtslähmung) versteht man eine Funktionsstörung des Nervus facialis (VII. Hirnnerv) mit Lähmung (Parese) vor allem der mimischen Gesichtsmuskulatur sowie der anderen von diesem Nerv versorgten Muskeln und Drüsen. Nicht betroffen von der Lähmung ist die Kaumuskulatur, da sie vom Nervus trigeminus versorgt wird. Eine Fazialislähmung tritt meist einseitig auf.
Herkömmlich wird die Gesichtslähmung vom peripheren Typ („periphere Fazialisparese“) von der Gesichtslähmung vom zentralen Typ („zentrale faziale Parese“) unterschieden.
Die Fazialislähmung wurde von Nicolaus Anton Friedreich (1761–1836) erstmals beschrieben.

## Gesichtslähmung vom peripheren Typ

Nervus facialis
Die Nuclei nervi facialis liegen im Hirnstamm
(Sie sind auf der Graphik mit einem „θ“ markiert)

Bei der peripheren Fazialislähmung kommt es zu einer Schädigung des Nervus facialis in seinem Verlauf von seinem Kerngebiet im Hirnstamm bis zu seiner Verästelung im Bereich der Ohrspeicheldrüse.

### Ursachen
In etwa 75 % der Fälle ist die Ursache unbekannt (daher auch idiopathische Fazialisparese genannt; auch Bell’sche Parese, englisch Bell’s palsy). Die idiopathische Fazialisparese ist mit etwa 25 neuen Erkrankungsfällen pro 100.000 Personen im Jahr die häufigste Hirnnervenerkrankung. Die lokale Reaktivierung einer Infektion mit dem Herpes-simplex-Virus vom Typ 1 ist vermutlich für die meisten Fälle einer idiopathischen Fazialisparese verantwortlich. Durch entzündliche Prozesse im Rahmen einer solchen Infektion kommt es zu einer Schwellung des Nervs im knöchernen Fazialiskanal, wodurch die Funktion des Nervs gestört wird. Das Ausmaß und die Dauer der Schädigung bestimmen den Grad der Schwäche der mimischen Muskulatur. Bei etwa 80 % der Patienten kommt es im Verlauf von 3 bis 8 Wochen zu einer völligen Wiederherstellung der Funktion des Nervs. Die idiopathische Fazialisparese ist auch bei Haushunden beschrieben.
In etwa 25 % der Fälle liegt der Fazialisparese eine bekannte Ursache zu Grunde. Hierzu zählen Infektionen, bei denen ein Erregernachweis gelingt, sowie Verletzungen, Tumoren, Autoimmunkrankheiten und angeborene Fehlbildungen. Allgemein ist in diesen Fällen die Prognose der Lähmung meist schlechter und die Erholung der Funktion dauert in der Regel länger.
Viele Krankheitserreger, sowohl Viren als auch Bakterien, können eine Fazialisparese verursachen. Eine Fazialisparese kann bei einer Reaktivierung des Windpockenvirus (Varicella-Zoster-Virus) mit Bläschenbildung (im Rahmen einer Gürtelrose) aber auch ohne Bläschen (als Zoster sine herpete) entstehen und wird dann als Ramsay-Hunt-Syndrom / Ramsay-Hunt Neuralgie bezeichnet.
Auch der Erreger des Pfeifferschen Drüsenfiebers (Epstein-Barr-Virus) sowie das HI-Virus können eine Fazialisparese verursachen. Sie kann auch im Rahmen bakterieller Infektionen wie der Tuberkulose, der Neuroborreliose oder der Neurolues (einer neurologischen Manifestation der Syphilis) entstehen. Infektionen und Entzündungen im Bereich der Ohren wie die akute Mittelohrentzündung oder eine Labyrinthitis und Mastoiditis (knöcherne Strukturen im Bereich der Ohren) können ebenfalls Ursache sein.
Eine beidseitige Fazialisparese (Diplegia facialis) kommt häufig bei dem Guillain-Barré-Syndrom, einer Autoimmunkrankheit des Nervensystems, sowie bei der durch Zecken übertragenen Neuroborreliose vor. Das Heerfordt-Syndrom ist mit der Autoimmunkrankheit Sarkoidose assoziiert und kann zu beidseitigen wiederkehrenden Gesichtslähmungen führen. Ein weiteres, vermutlich durch das Immunsystem vermitteltes Krankheitsbild ist das Melkersson-Rosenthal-Syndrom. Auch hier kann es mehrmals zu beidseitigen Gesichtslähmungen kommen. Ferner gibt es seltene Syndrome wie das Carey-Fineman-Ziter-Syndrom.
Hinsichtlich Verletzungen, die zu einer Schädigung des Fazialisnervs führen können, kommen Längs- und Querbrüche des Felsenbeins und Schnittverletzungen im seitlichen Gesichtsbereich in Frage. Auch im Rahmen ärztlicher Eingriffe (beispielsweise bei Operationen) kann es zu Fazialisparesen kommen (iatrogene Ursache).
Tumoren können durch ihr Wachstum den Fazialisnerv schädigen. In Frage kommen das Akustikusneurinom, Tumoren der Ohrspeicheldrüse sowie das Cholesteatom. Eine Streuung von Tumorzellen in die Hirnhäute (Meningeosis neoplastica) kann auch zu einer Fazialisparese führen und ist mit einer schlechten Prognose verbunden.
Als Moebius-Syndrom wird eine angeborene beidseitige Gesichtslähmung mit zusätzlichen Störungen der Augenbewegungen (Abduzensparese) bezeichnet.

### Symptome

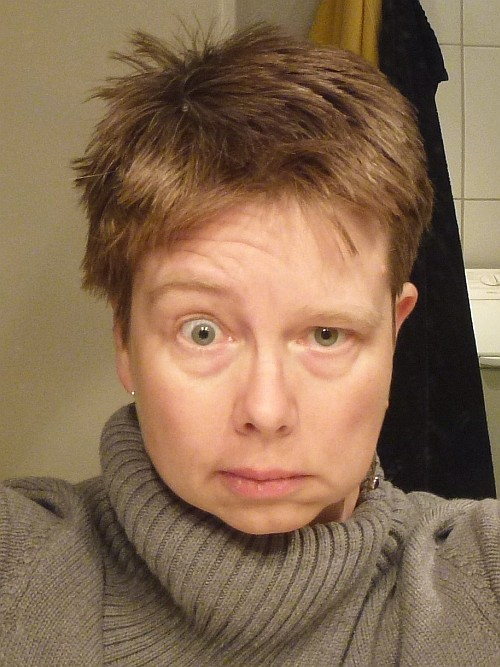
Periphere Fazialislähmung: Stirn einseitig gerunzelt

Folge einer peripheren Fazialisparese ist die Schwäche oder vollständige Lähmung der mimischen Muskulatur einer Gesichtshälfte. Klinische Zeichen sind:
- Ein hängender Mundwinkel sowie ein inkompletter oder schwacher Mundschluss. Hierdurch kann beim Trinken Flüssigkeit aus dem betroffenen Mundwinkel herablaufen („orale Inkontinenz“).
- Die Patienten können die betroffene Seite der Stirn nicht runzeln und die Augenbraue nicht aktiv senken oder heben („Brauenptose“), was zu Einschränkungen des Gesichtsfeldes führen kann.
- Lachen und Lächeln sind auf der betroffenen Seite nicht möglich und führen oft zu grotesken Verzerrungen des Gesichtsausdrucks.
- Sprechstörungen
- Im Mund bleiben Speisenreste in der Backentasche hängen. Bissverletzungen der anliegenden Wangenschleimhaut können vorkommen.
- Ist der Musculus orbicularis oculi betroffen, so ist der Lidschluss nicht oder nur unvollständig möglich (Lagophthalmus). Wenn die Patienten versuchen, die Augen zu schließen, kann bei fehlendem Lidschluss die normale Aufwärtsbewegung des Augenbulbus beobachtet werden (sogenanntes Bell-Phänomen). Als signe des cils (Zilienzeichen) wird das Sichtbarbleiben der Wimpern bei unvollständigem oder schwachem Lidschluss bezeichnet. Bei inkomplettem Lidschluss besteht die Gefahr einer Schädigung der Hornhaut des Auges.
- Weiterhin kann es zu einer Lähmung des Platysmas kommen.
- Bei Tieren ist ein Herabhängen des Ohrs zu beobachten.

### Lokalisierung der Läsion
Da der Nervus facialis in seinem Verlauf im Fazialiskanal verschiedene Nervenäste abgibt, kann der Ort einer Läsion (Verletzung, Störung) recht gut bestimmt werden. So treten zusätzlich folgende Symptome auf, je zentraler die Läsion lokalisiert ist:
Liegt die Läsion
- vor dem Abgang der Chorda tympani, kommt es zur seitengleichen Geschmacksstörung in den vorderen zwei Dritteln der Zunge und verminderten Speichelsekretion in Ruhe (Glandula sublingualis und Glandula submandibularis).
- vor dem Abgang des Nervus stapedius entsteht eine erhöhte Geräuschempfindlichkeit (Hyperakusis) auf der kranken Seite (fehlender Stapediusreflex).
- vor dem Abgang des Nervus petrosus major ist die Tränensekretion vermindert (Diagnose mit Schirmer-Test).

## Gesichtslähmung vom zentralen Typ
Die häufig verwendete Bezeichnung „zentrale Fazialisparese“ ist missverständlich, da bei einer zentral bedingten Lähmung der mimischen Muskulatur keine Schädigung des Fazialisnervs besteht. Die neurologisch bevorzugte Bezeichnung einer Gesichtslähmung vom zentralen Typ lautet „zentrale faziale Parese.“
Ursache einer zentralen fazialen Parese ist eine Schädigung der Nervenzellen, die von der motorischen Großhirnrinde (Gyrus praecentralis) zum Kerngebiet des Fazialisnervs im Hirnstamm verlaufen. Diese Nervenzellen werden auch als erste Motoneurone bezeichnet. Sie vermitteln die Informationen für Willkürbewegungen der mimischen Muskulatur an die zweiten Motoneurone, die in ihrer Gesamtheit den Fazialisnerv ausmachen. Die Zellleiber dieser zweiten Motoneurone bilden den Kern (lat. nucleus) des Fazialisnervs im Hirnstamm. Daher wird eine zentrale faziale Parese gelegentlich auch als „supranukleäre“ Parese bezeichnet. Die ersten Motoneurone kreuzen auf ihrem Weg zum Hirnstamm die Seiten, so dass der Kern des linken Fazialisnervs Informationen aus der rechten Großhirnrinde erhält und umgekehrt. Hiervon abweichend erhalten die zweiten Motoneurone, die die mimische Muskulatur der oberen Gesichtspartien versorgen, Informationen aus beiden Gehirnhälften.
Aufgrund dieser neuronalen Verschaltung kommt es beispielsweise bei einer Schädigung der linken motorischen Großhirnrinde (Gyrus praecentralis) zu einer Schwäche der mimischen Muskulatur der rechten Gesichtshälfte mit Aussparung der Stirnmuskulatur und des Lidschlusses.
Selten kann es bei einer zentralen fazialen Parese zu einer Dissoziation von Willkürmotorik und automatischer oder emotionaler Motorik kommen. Die Patienten können in diesen Fällen beispielsweise nicht willkürlich oder auf Aufforderung hin die Zähne zeigen. Dies gelingt jedoch, wenn die Patienten spontan lachen oder lächeln.
Ursachen für eine zentrale faziale Parese sind beispielsweise Schlaganfälle (Hirninfarkte oder Blutungen), Tumoren des Gehirns oder entzündliche Erkrankungen des Gehirns wie die Multiple Sklerose.

## Therapie
Die Therapie richtet sich nach der Ursache der Erkrankung. Die konservative Therapie einer idiopathischen peripheren Fazialisparese besteht aus einer frühzeitigen (< 72 Stunden nach Symptombeginn) medikamentösen Therapie mit einem Glucocorticoid, meist Prednisolon, das üblicherweise über 10 Tage oral verabreicht wird. Möglich ist auch eine kürzere höher dosierte Gabe von Kortisontabletten. Die beeinträchtigten Gesichtsmuskeln werden mit Ergotherapie, Physiotherapie oder Logopädie trainiert. Spezifische Ursachen wie etwa Borrelien oder VZV werden mit entsprechenden Antibiotika bzw. Virostatika behandelt. Ist der Lidschluss nicht möglich, wird Tränenersatz mit Filmbildner-Augentropfen und Augensalbe verordnet, außerdem wird dann über Nacht ein Uhrglasverband angelegt, um ein Austrocknen der Hornhaut des Auges zu verhindern.
Bei einer bleibenden kompletten oder beinahe kompletten Fazialisparese besteht die Möglichkeit einer Operation (Anastomose zwischen Nervus hypoglossus und Fazialisstumpf, gesichtschirurgische Eingriffe, Nervennaht, Nerventransplantation, Gillies-Plastik, Freier Gracilis-Muskel-Transfer).

## Prognose
Die Prognose ist je nach Ursache unterschiedlich. Bei der idiopathischen Fazialisparese kommt es in einem großen Teil der Fälle zur Spontanheilung. Aber auch bei der idiopathischen Fazialisparese können trotz optimaler Behandlung Residualsymptome auftreten. Darunter fallen der bei einseitiger Reizung von Geschmacksnerven auftretende Tränenfluss (Krokodilstränenphänomen), die Fazialiskontraktur und pathologische Mitbewegungen.

## Fazialisblock in der Chirurgie
Insbesondere in der Ophthalmochirurgie wird bei intraokularen Eingriffen in Kombination mit einer Peri- oder Retrobulbäranästhesie eine artifizielle Lähmung des M. orbicularis oculi mittels eines sogenannten Fazialisblocks herbeigeführt, ein injektives, lokalanästhetisches Verfahren mit unterschiedlichen Techniken und Anästhetika. Ziel hierbei ist es, ein ungewolltes Schließen der Augenlider während der Operation zu verhindern.
Darüber hinaus existieren chirurgische Verfahren zur Rekonstruktion der mimischen Muskulatur, um vor allem einen symmetrischen Gesichtsausdruck wiederherzustellen und ein Lachen wieder zu ermöglichen. Dazu werden Muskel-Sehnen-Transfers und Nerventransplantationen vorgenommen, bei letzterem werden oft ein Teil des Ramus massetericus des Nervus trigeminus oder der Nervus suralis vom Unterschenkel verwendet. Voraussetzung für eine Nerventransplantation ist allerdings, dass die Fazialisparese nicht mehr als ein bis anderthalb Jahre zurückliegt, da danach die mimische Muskulatur in der Regel in Fettgewebe umgebaut ist. Diese Verfahren sind sehr selten und in Deutschland nur an einigen spezialisierten universitären Zentren verfügbar.